# Meine Welt (Peggy-March-Album)
Meine Welt ist das fünfte in Deutschland produzierte Musikalbum der US-amerikanischen Sängerin Peggy March. Das Werk enthält jeweils sechs Titel in deutscher und englischer Sprache, darunter Arbeiten namhafter Komponisten und Songwriter wie Burt Bacharach, Tony Hatch, Otis Redding, Rodgers und Hart sowie Jimmy Webb. Das Album erschien 1970 als Langspielplatte auf dem Decca-Label der Teldec (Bestellnummer: SLK 16647-P). Die sechs deutschsprachigen Titel des Albums Meine Welt wurden 1996 auf CD wiederveröffentlicht.

## Entstehungsgeschichte
Peggy March war seit ihrem US-Hit I Will Follow Him aus dem Jahr 1963 auch regelmäßig mit deutschen Schlagern in den hiesigen Hitparaden vertreten. Daneben nahm sie Lieder in neun verschiedenen Sprachen auf und reiste auf Tourneen durch die ganze Welt. Ihren endgültigen Durchbruch auf dem deutschsprachigen Musikmarkt hatte sie mit dem Titel Mit 17 hat man noch Träume, der auf dem ersten Platz der Deutschen Schlager-Festspiele 1965 landete. Bis 1969 erschienen bei ihrem ersten Musiklabel RCA Victor neben zahlreichen Singles die vier deutschsprachigen Langspielplatten Tagebuch einer 17-jährigen (1965; RCA LPM 10014), Laß mir meine Träume (1966; RCA LPM 10088), Hello Boys! (1966; RCA LSP 10141) und Hey, das ist Musik für dich (1969; RCA LSP 10257).
Gegen Ende der 1960er Jahre musste Marchs Musikproduzent Wolf Kabitzky feststellen, dass an die früheren kommerziellen Erfolge des einstigen Teenager-Stars nicht so ohne weiteres angeknüpft werden konnte. Ab 1969 wurden die Singles von Peggy March auf dem Decca-Label der Teldec veröffentlicht, wo die Sängerin mit der Single In der Carnaby Street einen weiteren Erfolg verbuchen konnte. Nach Veröffentlichung der folgenden Single (Vor dem Buckingham-Palast / Tschau Amore Goodbye) fanden im März 1970 in den Teldec-Studios (heute Teldex Studio) in Berlin-Lichterfelde die Gesangsaufnahmen zu dem auf Deutsch und Englisch besungenen Album Meine Welt statt. Produzent Kabitzky sowie die Orchesterleiter und Arrangeure Henry Mayer und Peter Jacques wollten damit neue musikalische Wege mit Peggy March gehen. So befinden sich unter den zwölf Titeln vor allem aktuelle und anspruchsvolle Popsongs und Balladen. Rein kommerziell war der Langspielplatte wenig Erfolg beschieden. Dennoch sollte noch im gleichen Jahr nach dem Vorbild dieses Albums die LP Mein Lied für Peggy entstehen.

## Titelliste

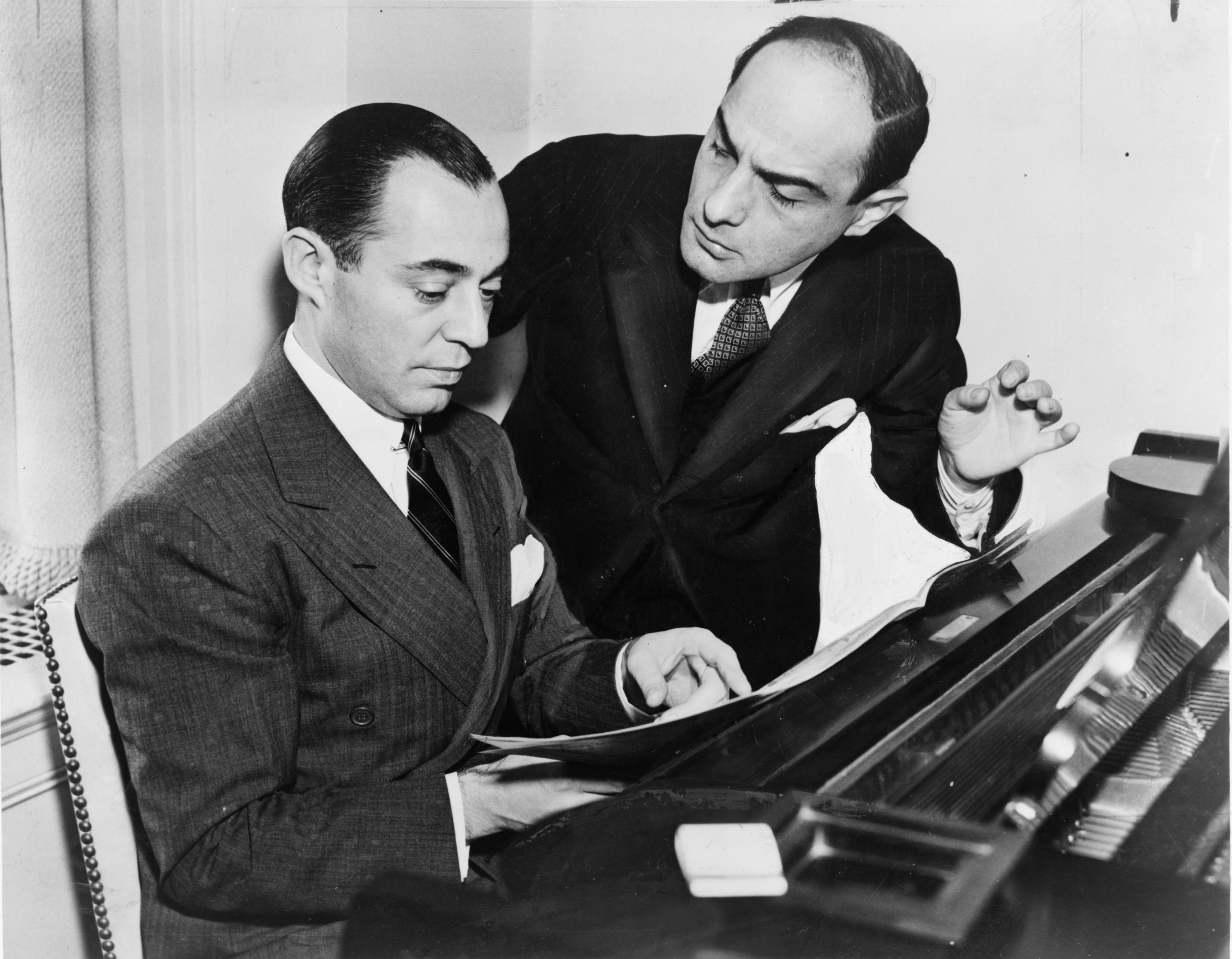
Richard Rodgers (links) und Lorenz Hart (rechts), 1936

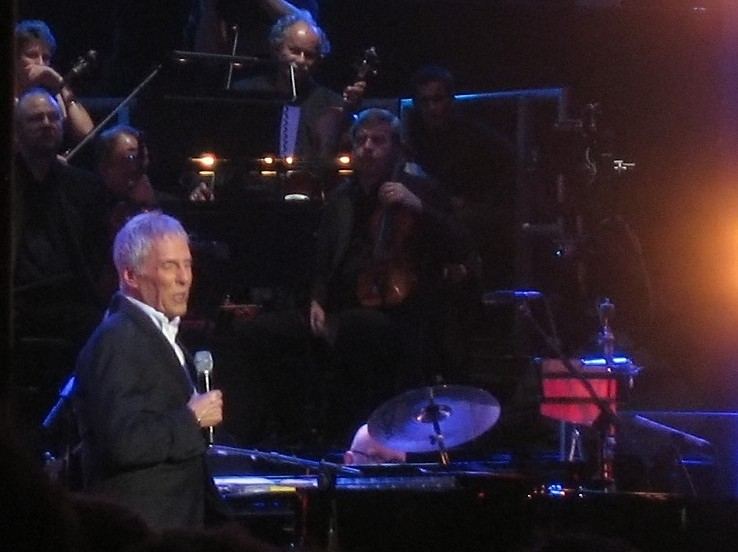
Burt Bacharach, 2008

1. I Know a Place
(Musik: Tony Hatch)
2. Uns’re kleine Welt
(Musik: Henry Mayer / Text: Fini Busch)
3. (Sittin' On) The Dock of the Bay
(Musik und Text: Steve Cropper, Otis Redding)
4. Falling in Love with Love
(Musik: Richard Rodgers / Text: Lorenz Hart)
5. Rose Garden
(Musik und Text: Liz Corrigan)
6. Adio, Adio
(Original: I Will Follow Him; Musik: J. W. Stole, Del Roma / Text: Jacques Plante, Norman Gimbel / dt. Text: Georg Buschor)
7. What the World Needs Now Is Love
(Musik: Burt Bacharach / Text: Hal David)
8. Wenn du von mir gehst
(Musik: Henry Mayer / Text: Kurt Hertha)
9. Das Lied des Regens
(Musik und Text: Feliciano / dt. Text: Christian Heilburg)
10. Didn't We
(Musik und Text: Jimmy Webb)
11. Liebe und lerne doch niemals aus
(Original: Follow the Bouncing Ball; Musik: Hammond / Text: English / dt. Text: Joachim Relin)
12. Es war an einem Sonntag
(Original: Io ti morivo dietro; Musik: Minervi / Text: Miozzi / dt. Text: Kurt Hertha)

## CD-Veröffentlichung
1996 wurden die sechs deutschsprachigen Titel auf der CD In der Carnaby Street (Bear Family Records BCD 15967) wiederveröffentlicht.